# Maurice Gaït
Maurice Gaït, né le 13 juin 1909 à Marseille et mort le 12 novembre 1983 dans le 15e arrondissement de Paris, est un journaliste français. Commissaire général à la Jeunesse sous le régime de Vichy, il est directeur de Rivarol de 1973 à sa mort.

## Biographie
Ancien élève de l'École normale supérieure, agrégé de philosophie (1935), il avait été le condisciple notamment de Maurice Bardèche, de Robert Brasillach, de Thierry Maulnier, de Jean Nocher, de Georges Pompidou et de René Château. Il collabore à La Flèche de Gaston Bergery.
Directeur de l'École nationale des cadres civiques (1941-1942)[à vérifier], directeur de cabinet d'Abel Bonnard, ministre de l'éducation nationale (1942-1943), et commissaire général adjoint (1940-1942), puis commissaire général à la Jeunesse (1944), il est après guerre incarcéré et poursuivi pour son implication dans le Régime de Vichy. Il bénéficie d'un non-lieu pour « faits de résistance » le 18 novembre 1947.
En 1948, il signe sous le nom de plume de « Fabricius Dupont » un Manifeste des inégaux. Il a aussi utilisé les pseudonymes « Hugues Saint-Cannat », « Scrutator », « François Tavera » et « Dominique Vico ».
Après avoir dirigé La Fronde, il se joint à l'équipe de l'hebdomadaire d'extrême droite Rivarol fondé en janvier 1951 par René Malliavin. Gaït en fut le rédacteur en chef et l'éditorialiste à partir de 1973 jusqu'à sa mort (Camille Galic lui succède alors qu'il succédait lui-même à Pierre Dominique, décédé en 1973).
En 1971-72, il appuie les négociations entre Ordre nouveau et Jean-Marie Le Pen relatives à la création du Front national.
Lors du retour en politique de Charles de Gaulle durant la guerre d'Algérie, Gaït compta parmi ses critiques les plus acharnés. Il meurt en fonctions le 12 novembre 1983.

## Ouvrage
- « Fabricius Dupont », Manifeste des inégaux, Paris, Les Gazettes, 1948 (BNF 34191123).